# Шушерин, Иван Корнильевич
Ива́н Корни́льевич Шуше́рин (не ранее 1636 (?) — 1693) — иподиакон при патриархе Никоне, пользовавшийся особым его благоволением. Позднее крестовый дьяк дворцовой (теремной) церкви.

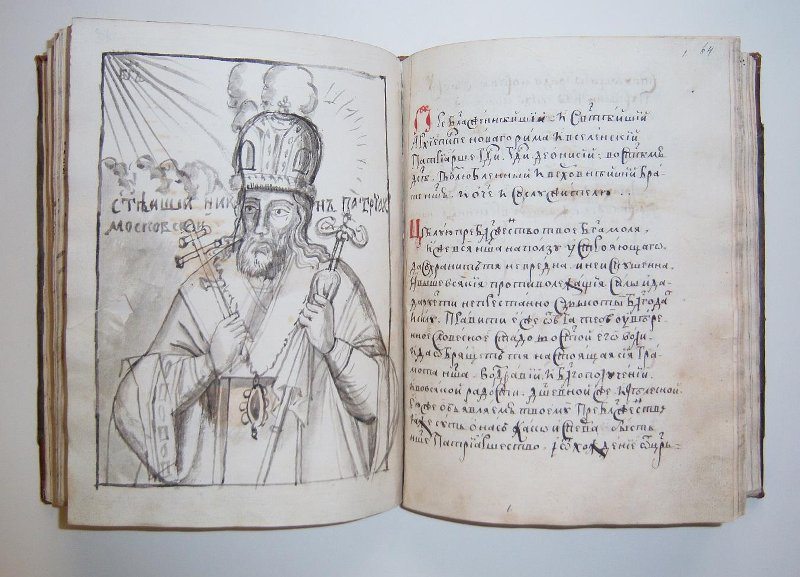
Рукописное «Житие святейшего патриарха Никона, написанное бывшим при нём клириком», И. К. Шушерин, нач. XVIII в.

Дата рождения вычисляется по его собственному упоминанию в «Извещении…» о своём малолетстве (то есть возрасте до 14 лет) во время новгородского восстания 1650 года.
После низложения патриарха он содержался 11 дней в тайной канцелярии, три года в тюрьме и десять лет в заточении в Новгороде. Освобождён по просьбе царевны Татьяны в 1682 году. Умер в 1693 году.
Иоанн написал «Извещение о рождении и воспитании и о житии святейшего Никона патриарха Московского и всея России…», впервые напечатанное в 1784 году в Санкт-Петербурге под названием «Житие святейшего патриарха Никона, написанное некоторым бывшим при нём клириком». В своей работе Шушерин не только описал жизнь патриарха Никона, но и описал обряды богослужения того времени, а также дал характеристику монашеского быта в скитах и монастырях.
Был одарённым ювелиром, создал парадную митру патриарха Никона. Был близок с царевной и великой княжной Татианой Михайловной — старшей сестрой царя Алексея Михайловича.

## «Житие святейшего патриарха Никона, написанное некоторым бывшим при нём клириком»
- Извещение о рождении и воспитании и о житии Святейшаго Никона, Патриарха московскаго и всея россии, написанное клириком его Иоанном Шушериным (с печатного издания 1817 года, сличеннаго с тремя древнейшими списками) Архивная копия от 10 августа 2017 на Wayback Machine
- Извещение о рождении и воспитании и о житии Святейшаго Никона, Патриарха московскаго и всея россии, написанное клириком его Иоанном Шушериным (с печатного издания 1817 года, сличеннаго с тремя древнейшими списками) Архивная копия от 10 августа 2017 на Wayback Machine
- Житие патриарха Никона (рукопись) Архивная копия от 10 августа 2017 на Wayback Machine / Шушерин, Иван Корнилович, сост. — (Б. м.), XVIII в. — 146 (I) л.